# Love It or List It
Love It or List é um programa de TV de home design canadense que está sendo exibido atualmente na HGTV, W Network e na OWN Canada, e é o programa original da franquia Love it or List It. O show é produzido pela Big Coat Productions e foi baseado em Toronto e outras áreas vizinhas em Ontário, Canadá. O programa estreou como um programa no horário nobre da W Network em 8 de setembro de 2008 e desde então foi ao ar na OWN Canadá e na HGTV nos Estados Unidos. Em setembro de 2014, o programa começou a ser filmado na Carolina do Norte.